# Municipio de Madison (condado de Fayette)
El municipio de Madison (en inglés: Madison Township) es un municipio ubicado en el condado de Fayette en el estado estadounidense de Ohio. En el año 2010 tenía una población de 1122 habitantes y una densidad poblacional de 12,13 personas por km².

## Geografía
El municipio de Madison se encuentra ubicado en las coordenadas 39°39′47″N 83°18′13″O / 39.66306, -83.30361. Según la Oficina del Censo de los Estados Unidos, el municipio tiene una superficie total de 92.46 km², de la cual 91,65 km² corresponden a tierra firme y (0,88 %) 0,81 km² es agua.

## Demografía
Según el censo de 2010, había 1122 personas residiendo en el municipio de Madison. La densidad de población era de 12,13 hab./km². De los 1122 habitantes, el municipio de Madison estaba compuesto por el 96,35 % blancos, el 0,8 % eran afroamericanos, el 0,18 % eran amerindios, el 0,09 % eran asiáticos, el 1,52 % eran de otras razas y el 1,07 % eran de una mezcla de razas. Del total de la población el 2,23 % eran hispanos o latinos de cualquier raza.